# Francesco I da Carrara
Francesco I da Carrara (29 de setembre de 1325, a Pàdua - 6 d'octubre de 1393, a Monza ), anomenat il Vecchio, va ser senyor de Pàdua des de 1350 fins a 1388.
Fill de l'assassinat Jacopo II da Carrara, el va succeir com a senyor de Pàdua per aclamació popular. El 1356 va ser nomenat vicari imperial per l'emperador Carles IV. El 1360 va obtenir de Lluís I d'Hongria les ciutats de Feltre i Belluno amb els seus territoris, així com Valsugana, que controlava els comerços a Trentino. El 1372-1373 va lliurar una guerra infructuosa contra el seu poderós veí, la República de Venècia . El 1375-1381 va fer costat a la República de Gènova en la guerra de Chioggia, després de la qual va obtenir la ciutat de Treviso de Leopold III d'Àustria.
El 1385, es va aliar amb els Visconti de Milà contra els della Scala de Verona. El 1387 les tropes paduanes, dirigides per John Hawkwood i el seu fill Francesco Novello, van derrotar les tropes dels della Scala a la batalla de Castagnaro. Joan Galeàs Visconti no va complir les seves promeses i després de l'expulsió dels della Scala, a més de conquerir Verona, també es va quedar amb Vicenza, que aleshores formava part del senyoriu veronès i que havia estat promesa a Francesco I da Carrara. L'any següent Venècia i Milà van formar una coalició contra Francesco, que es va veure obligat a abdicar en favor del seu fill i a exiliar-se a la Llombardia. Més tard, Joan Galeàs Visconti el va traslladar primer a Como, i després a la presó de Forni de Monza, on va morir el 1393.
Francesco va ser un mecenes de les arts. Va afavorir la Universitat de Pàdua, on va anomenar Ubaldo degli Ubaldi. També era amic de Francesco Petrarca, a qui donà una finca a Arquà Petrarca.
Es va casar amb Fina Buzzaccarini i la seva filla Cecília de Carrara (m. 1435) es va casar amb Venceslau I, duc de Sajonia-Wittenberg. La seva altra filla, Caterina, es va casar amb el comte croat Esteve II de Frankopan, senyor de Krk: la seva única filla supervivent Isabel es va casar amb Frederic II, comte de Celje. Després de la mort del net de Francesco, Marsili da Carrara, la descendència d'aquests dos matrimonis va seguir sent l'únic masculí legítim descendent de Francesco. No consta que cap d'ells hagi reclamat l'herència Carraresi.